# 新加坡图书馆列表
这是一个位于新加坡的图书馆列表：

## 国家图书馆
这些图书馆由国家图书馆管理局负责管理。
- 国家图书馆
- 李光前参考图书馆
- 国家参考资料图书馆(原)

### 区域图书馆
- 裕廊区域图书馆（前裕廊东社区图书馆）
- 榜鹅区域图书馆 (未建成)
- 淡滨尼区域图书馆
- 兀兰区域图书馆

### 公共图书馆
- 宏茂桥公共图书馆
- 勿洛公共图书馆
- 碧山公共图书馆
- 武吉巴督公共图书馆
- 武吉班让公共图书馆
- 中央公共图书馆
- 静山公共图书馆
- 蔡厝港公共图书馆
- 金文泰公共图书馆
- 芽笼东公共图书馆
- 裕廊西公共图书馆
- 牛车水图书馆
- 滨海艺术中心图书馆
- 港湾图书馆 （代替原红山公共图书馆，2019年启用）
- 乌节图书馆 （2014年在乌节门重新开业）
- 马林百列公共图书馆
- 巴西立公共图书馆
- 女皇镇公共图书馆
- 三巴旺公共图书馆
- 实龙岗公共图书馆
- 盛港公共图书馆
- 大巴窑公共图书馆
- 义顺公共图书馆

## 私人图书馆

### 学院图书馆
- 南洋理工大学
  - 艺术、设计与媒体的图书馆
  - 商业图书馆
  - 中文图书馆
  - 通信和信息图书馆
  - 人文学科和社会科学图书馆
  - 李伟南图书馆
  - 图书馆前哨
  - 医学图书馆
  - 王赓武图书馆
- 新加坡国立大学
  - 许春裕法律图书馆
  - 中央图书馆
  - 中文图书馆
  - 韩瑞生纪念图书馆
  - 医学图书馆
  - 音乐图书馆
  - 科学图书馆
- 新加坡管理大学
  - 李嘉诚图书馆
  - 柯玉芝法律图书馆
- 新加坡科技设计大学
  - 新加坡科技设计大学图书馆
- 义安理工学院
  - 连瀛洲图书馆
- 共和理工学院
  - 共和理工学院图书馆
- 新加坡管理学院
  - 郑永顺图书馆
- 新加坡理工学院
  - 主图书馆
  - 山顶图书馆
- 南洋理工学院
  - 南洋理工学院图书馆
- 淡马锡理工学院
  - 淡马锡理工学院图书馆
- 佛教图书馆
  - 阿裕尼佛教图书馆

### 专业图书馆
- 新加坡武装部队军事训练学院
  - 新加坡武装部队军事训练学院图书馆